# Delphine Remy-Boutang
Delphine Remy-Boutang, née le 28 octobre 1970 à Malestroit, est la cofondatrice et dirigeante de The Bureau, une entreprise spécialisée dans le conseil en stratégie numérique basé à Paris, et est cofondatrice de l'événement annuel de la Journée de la femme digitale (devenu Join Forces & Dare depuis octobre 2024), qui vise à promouvoir les femmes dans le numérique en Europe, en Afrique et au Canada.

## Carrière

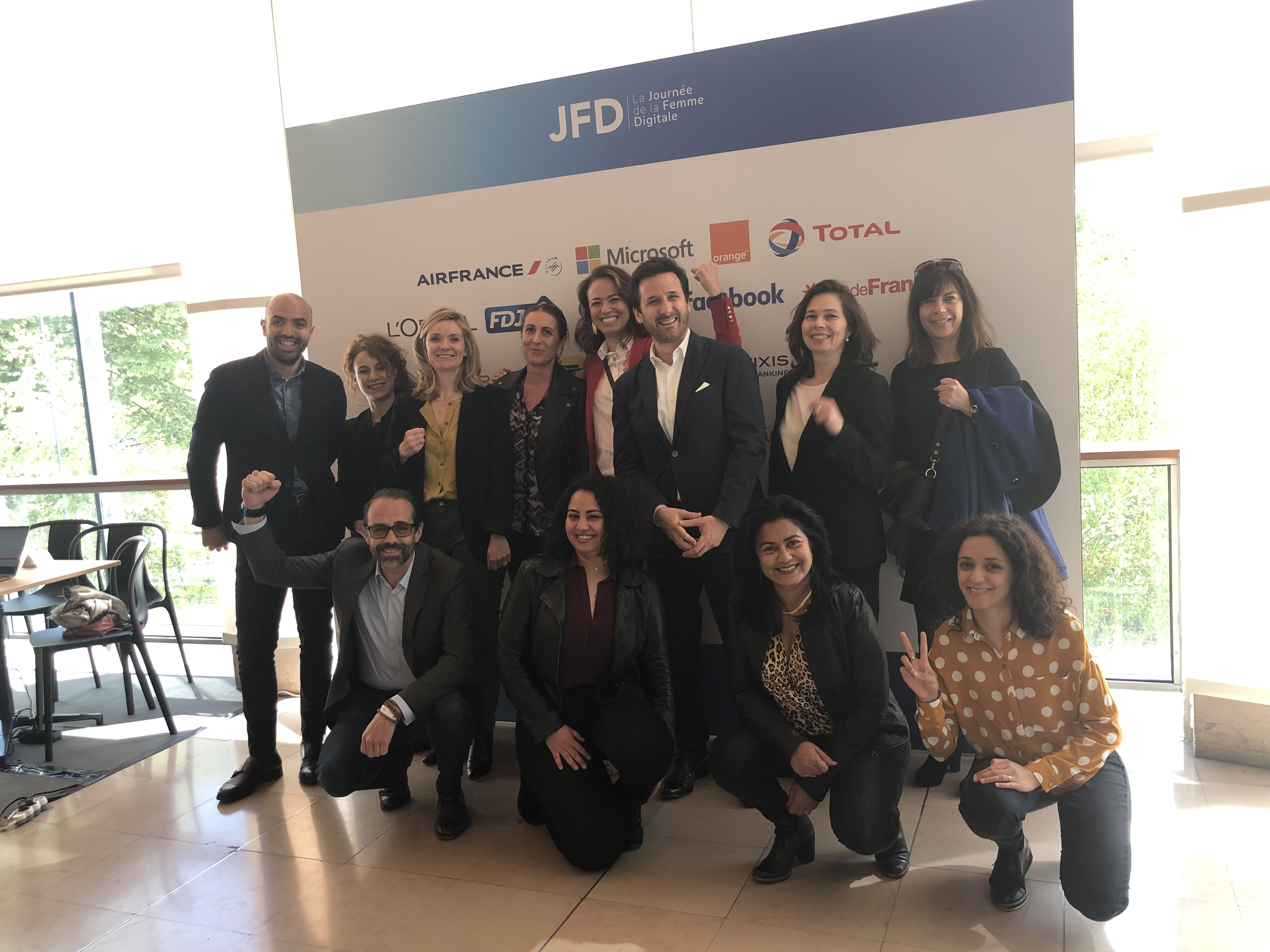
Journée de la Femme digitale à Paris en 2019

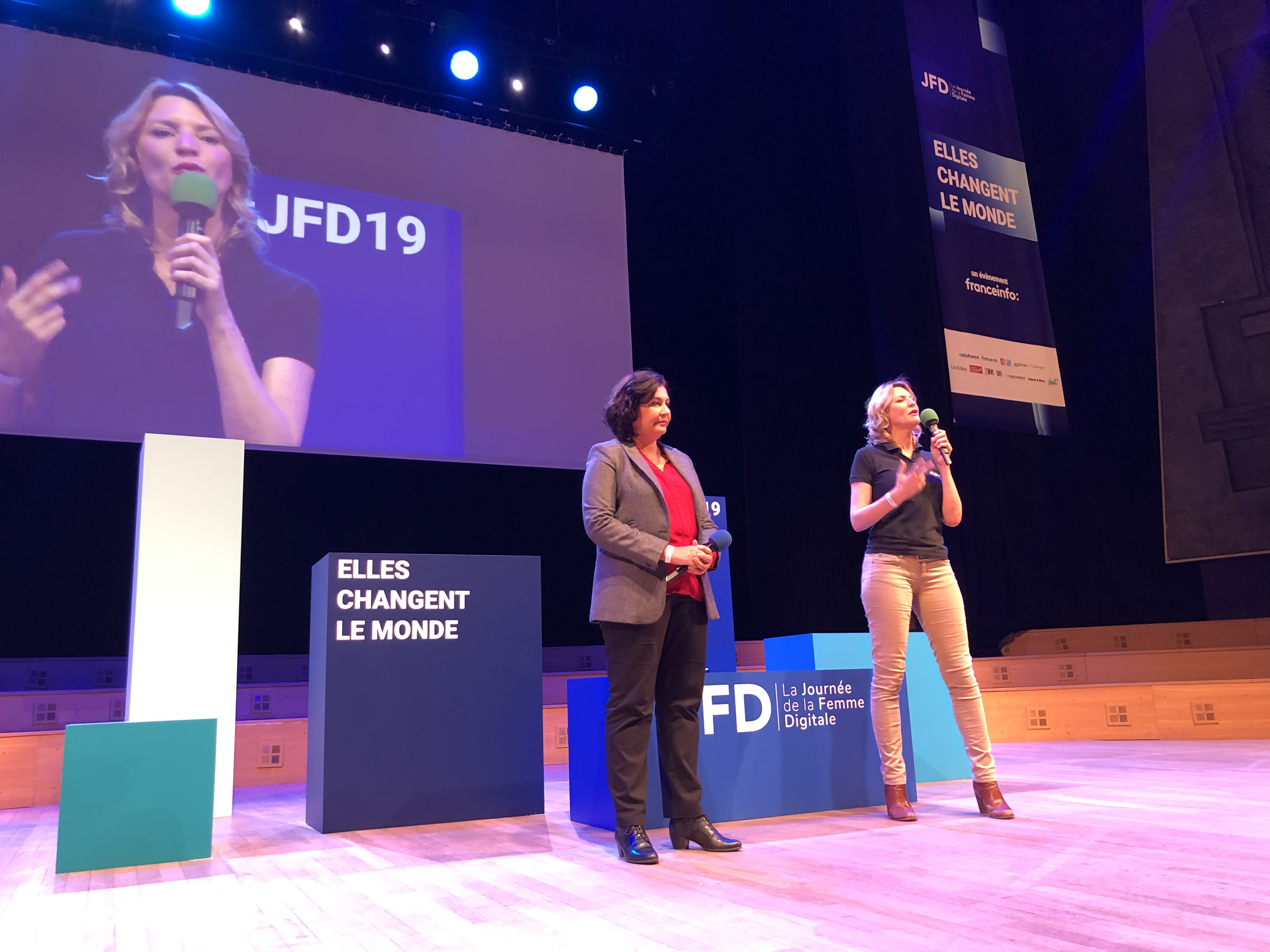
Delphine Bourbon et Sophie Viger JFD19 Paris

Après un début de carrière chez IBM, Delphine Remy-Boutang quitte l'entreprise en 2012 pour fonder à Londres the Bureau, un cabinet de conseil en stratégie numérique. Elle ouvre en mars 2013 un autre bureau à Paris pour développer les activités de l'agence.
Delphine Remy-Boutang cofonde en 2013 la Journée de la femme digitale, un événement consacré à l’entrepreneuriat et l’intrapreneuriat des femmes soutenu financièrement par quelques entreprises du CAC 40 comme Total, Orange ou L'Oréal. Elle précise que « nous ne sommes pas une association, mais un business rentable ».
En 2018, Delphine Remy-Boutang annonce la création de la Fondation Margaret, qui a pour mission d’augmenter le nombre de femmes dans le numérique et de soutenir leurs projets, notamment en proposant des bourses, des formations et un accompagnement dans le développement commerciale en Europe et Afrique.

## Engagements
En septembre 2017, en réponse à une enquête publiée en août 2017 par le Magazine Capital qui met en avant 11 hommes en chemises blanches pour illustrer l'innovation par les starts ups en France, Delphine Remy-Boutang décide de réunir 13 startuppeuses en chemises blanches pour un article publié dans le magazine Challenges,.
Delphine Remy-Boutang est membre  du Think Tank Marie Claire, Agir pour l’Égalité. Le comité scientifique se réunit cinq fois par an autour des thématiques de l'égalité, pour débattre, échanger et établir des recommandations.

## Distinctions
- 2016 : le 25 mars, Delphine Remy-Boutang est nommée au grade de chevalier de l'ordre national de la Légion d'honneur au titre de « gérante-fondatrice d'une agence en conseil digital ; 25 ans de services »[9].
- 2018 : elle fait partie des femmes qui disruptent le secteur du numérique en France, selon Forbes[10].
- 2018 : Inspiring Fifty France[réf. souhaitée]
- 2024 : Promue à l'Ordre national du Mérite au grade d'Officier[11].

## Ouvrages
2021 : Elles changent le monde (JFD)
2024 : Athlètes de l'innovation (Flammarion)